# Азарян, Альберт Вагаршакович
А́льберт Вагарша́кович Азаря́н (арм. Ալբերտ Վաղարշակի Ազարյան; 11 февраля 1929, Караклис, Армянская ССР — 5 сентября 2023, Ереван) — советский гимнаст, трёхкратный олимпийский чемпион, четырёхкратный чемпион мира, двукратный чемпион Европы, одиннадцатикратный чемпион СССР. Заслуженный мастер спорта СССР (1954). Заслуженный тренер Армянской ССР (1966). Заслуженный деятель физической культуры и спорта Армянской ССР (1967). Судья международной категории (1970). Выступал за «Спартак» (Ереван). Член КПСС с 1956 года.

## Биография
Альберту Азаряну было 14 лет, когда умер его отец, и ему пришлось помогать матери. Он стал работать в кузнице. Только в возрасте семнадцати лет он начал заниматься гимнастикой. В 1956 году окончил Ереванский государственный институт физической культуры.
Азарян был сильнейшим гимнастом своего времени в упражнениях на кольцах. С середины пятидесятых годов «крест», который выполнял Азарян, называется «Крест Азаряна». Впервые он был выполнен в 1953 году в Ленинграде.
С 1952 по 1962 год Азарян одиннадцать раз становился чемпионом СССР, в том числе восемь раз в упражнении на кольцах. В 1954 и 1958 годах Азарян был чемпионом мира в упражнениях на кольцах, а в 1956 и 1960 годах — чемпионом Олимпийских игр.
В 1962 году по биографии Азаряна был снят фильм «Кольца славы».
После окончания спортивной карьеры руководил школой гимнастики в Ереване, а также занимался судейством международных соревнований, в середине 70-х годов работал по контракту в Нидерландах. Сын Альберта Азаряна, Эдуард Азарян в составе сборной СССР был чемпионом московской Олимпиады в командных соревнованиях. В школе Азаряна учились известные армянские гимнасты Артур Акопян, Норайр Саргсян, Ваагн Степанян, Арутюн Мердинян, Артём Аветян.
В 2000 году спортивными журналистами Армении Альберт Азарян был признан лучшим армянским спортсменом XX века. В 2004 и 2008 годах ему было доверено право нести знамя Армении на церемонии открытия Олимпийских игр в Афинах и Пекине. Возглавлял Федерацию гимнастики Армении.
В 2001 году мэрия Еревана присвоила спортивной школе гимнастики олимпийского резерва имя Альберта Азаряна.
В 2022 году во дворе спортшколы установили бюст гимнаста, на церемонии открытия присутствовал и сам 93-летний Альберт Азарян.
Скончался 5 сентября 2023 года на 95-м году жизни.

## Награды
- Орден Трудового Красного Знамени (27.04.1957) — за успехи, достигнутые в деле развития массового физкультурного движения в стране, повышения мастерства советских спортсменов, и успешное выступление на международных соревнованиях
- Орден «Знак Почёта» (16.09.1960) — за успешные выступления в XVII летних и VIII зимних Олимпийских играх 1960 года, а также за выдающиеся спортивные достижения[7]
- Медаль «За заслуги перед Отечеством» 1 степени (23.12.2013).
- Медаль Мовсеса Хоренаци.
- Мастер спорта СССР (1951).
- Заслуженный мастер спорта СССР (1954).
- Заслуженный тренер Армянской ССР (1966).
- Заслуженный деятель физической культуры и спорта Армянской ССР (1967).
- Почётный гражданин Еревана (2000).